# Église Notre-Dame-du-Rosaire et Saint-Benoît de Rio de Janeiro
L'église de Nossa Senhora do Rosário dos Homens Pretos e de São Benedito est une église catholique de style colonial situés 77 Rua Uruguaiana, au centre de la ville de Rio de Janeiro, au Brésil. Au deuxième étage, elle abrite le Musée Noir, qui expose des objets liés à la présence d'esclaves africains dans la ville.

## Histoire
L'« Irmandade de Nossa Senhora do Rosário dos Homens Pretos » a été fondée en 1640, étant la confrérie qui abritait les personnes noires et mulâtres à Rio de Janeiro. A cette époque, elle opérait dans « l'église des Jésuites de São Sebastião », sur la colline de Castelo, qu'elle dut quitter vers 1700. La confrérie a construit une nouvelle église entre 1701 et 1737 sur la Rua da Vala (actuellement Uruguaiana), une rue qui, à l'époque, marquait les limites de la ville. Le chœur actuel est le résultat d'une reconstruction vers 1772.
Le siège épiscopal de Rio s'est installé dans l'église en 1737, malgré les protestations de la confrérie (qui continua cependant à opérer dans la même église). En 1808, avec l'arrivée de Dom João VI à Rio de Janeiro, l'église perd son statut de cathédrale au profit de l'église de Notre-Dame-du-Mont-Carmel, plus proche du Palais impérial.
Entre 1812 et 1825, la Mairie de Rio de Janeiro a fonctionné dans les locaux de l'église.
Au XIXe siècle, l'église subit une importante rénovation, au cours de laquelle la décoration intérieure dorée fut refaite vers 1861. La façade a également été modifiée, avec la reconstruction totale des deux grandes tours. Le portail du début du XVIIIe siècle a été conservé, ce qui est très important esthétiquement car il s'agit d'un bel et rare exemple du style maniériste (fin de la Renaissance), plutôt que du style baroque qui prédominait dans les églises de la ville.
Actuellement, l'église n'a pratiquement aucune décoration intérieure, en raison d'un terrible incendie survenu en 1967 qui a détruit les autels et les sculptures des chapelles, des murs et des colonnes. Le 13 mai 2013, le Musée Noir, qui fonctionnait au deuxième étage de l'église et qui avait été détruit lors de l'incendie de 1967, a été rouvert au public, après rénovation.

## Lectures complémentaires
- Centro de Arquitetura e Urbanismo do Rio de Janeiro, Guia da arquitetura colonial, neoclássica e romântica no Rio de Janeiro, Casa da Palavra, 2000 (ISBN 858722025X, OCLC 47727038)
- «Arte Colonial do Rio de Janeiro por Milton Teixeira Mendonça» (PDF)